# Andrena alijevi
Andrena alijevi är en biart som beskrevs av Osytshnjuk 1986. Andrena alijevi ingår i släktet sandbin, och familjen grävbin. Inga underarter finns listade i Catalogue of Life.